# Anthurium sanguineum
Anthurium sanguineum är en kallaväxtart som beskrevs av Adolf Engler. Anthurium sanguineum ingår i släktet Anthurium och familjen kallaväxter. Inga underarter finns listade.